# Loris (South Carolina)
Loris ist eine City im Horry County im US-Bundesstaat South Carolina in den Vereinigten Staaten. Das U.S. Census Bureau hat bei der Volkszählung 2020 eine Einwohnerzahl von 2.449 ermittelt. Die City hat eine Fläche von 8,1 km².

## Geschichte
Loris wurde am 26. Juli 1902 gegründet. 1911 wurde ein Eisenbahndepot in der Stadt errichtet. Haupteinnahmequellen waren Handel mit Tabak, Holz, Terpentin und Baumwolle. In den 1920er und 1930er Jahren erlebte Loris ein langsames, aber stetiges Wachstum. Mitte der 1970er Jahre, als die staatliche Legislative den Home Rule Act verabschiedete, wurde Loris offiziell als „The City of Loris“ bekannt. In den 1960er Jahren wurden in Loris Textilfabriken eröffnet, die in den 1970er und bis Mitte der 80er Jahre Hunderte von Arbeitsplätzen boten, bis die Textilindustrie begann, Arbeitsplätze ins Ausland zu verlagern und die örtlichen Fabriken geschlossen wurden. Der Tabakanbau und die Verkaufslager blieben bis Ende der 1990er Jahre das Rückgrat der lokalen Wirtschaft.
Seit Mitte der 1990er Jahre ist die Stadt Loris durch die Eingliederung zahlreicher Grundstücke in die Stadt dramatisch gewachsen. Nach der Volkszählung 2000 wurde Loris vom U.S. Census Bureau als die am zweitschnellsten wachsende Stadt in South Carolina bezeichnet.  Ein Großteil dieses Erfolgs ist auf die Nähe der Stadt zum Gebiet von Myrtle Beach zurückzuführen. Viele Neuankömmlinge stellen fest, dass Loris eine Lebensqualität bietet, die für eine Kleinstadt einzigartig ist, aber nahe genug am Strand liegt, um die Angebote am Grand Strand zu genießen.

## Demographie
52,8 % der Bevölkerung sind Weiße, 37,4 % Afroamerikaner, 4,6 % Latinos 1,2 % Asiaten und 3,4 % andere. Bei der Bevölkerung sind 23,2 % unter 18 Jahren, 3,1 % von 18 bis 24 Jahren, 32,6 % von 25 bis 44 Jahren, 24,4 % von 45 bis 64 Jahren und 23,6 %, welche 65 Jahre oder älter sind. Das durchschnittliche Alter beträgt 44,6 Jahre.

## Medien
- The Loris Scene (local news)
- The Loris Times (local news)
- Tabor-Loris Tribune (local news)

## Bildung
Loris verfügt über eine Zweigstelle der Bibliothek des Horry County.